# Idrissa Traoré
Idrissa Traoré (ur. 27 grudnia 1947) – burkiński trener piłkarski.

## Kariera
Traoré dwukrotnie prowadził reprezentację Burkina Faso, najpierw w latach 1992-1996, a potem w latach od 2006 do 2007. W 1996 roku wzięła ona udział w Pucharze Narodów Afryki. Rozegrała na nim trzy mecze: ze Sierra Leone (1:2), Zambią (1:5) i Algierią (1:2), po czym odpadła z turnieju po fazie grupowej.